# Colonia Justo Sierra
Colonia Justo Sierra är en ort i Mexiko.   Den ligger i kommunen Mazatepec och delstaten Morelos, i den sydöstra delen av landet, 80 km söder om huvudstaden Mexico City. Colonia Justo Sierra ligger 970 meter över havet och antalet invånare är 103.
Terrängen runt Colonia Justo Sierra är kuperad åt nordväst, men åt sydost är den platt. Runt Colonia Justo Sierra är det ganska tätbefolkat, med 129 invånare per kvadratkilometer. Närmaste större samhälle är Temixco, 19,8 km nordost om Colonia Justo Sierra. I omgivningarna runt Colonia Justo Sierra växer huvudsakligen savannskog.